# Stazione di Donnas
Stazione di Donnas vasútállomás Olaszországban, Valle d’Aosta régióban, Donnas településen.

## Vasútvonalak
Az állomást az alábbi vasútvonalak érintik:
- Chivasso-Ivrea-Aosta-vasútvonal

## Kapcsolódó állomások
A vasútállomáshoz az alábbi állomások vannak a legközelebb: 
- Stazione di Pont-Saint-Martin
- Stazione di Hône-Bard